# مبدل ولتاژ بالای جریان مستقیم

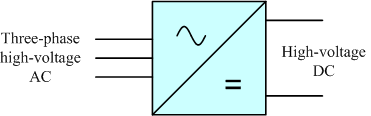
نماد مبدل HVDC

مبدل ولتاژ بالای جریان مستقیم (انگلیسی: HVDC converter) یا به طور کوتاه‌تر مبدل HVDC توان الکتریکی را از ac فشار قوی به فشارقوی جریان مستقیم (HVDC) تبدیل می‌کند و برعکس.

## پل شش پالسی

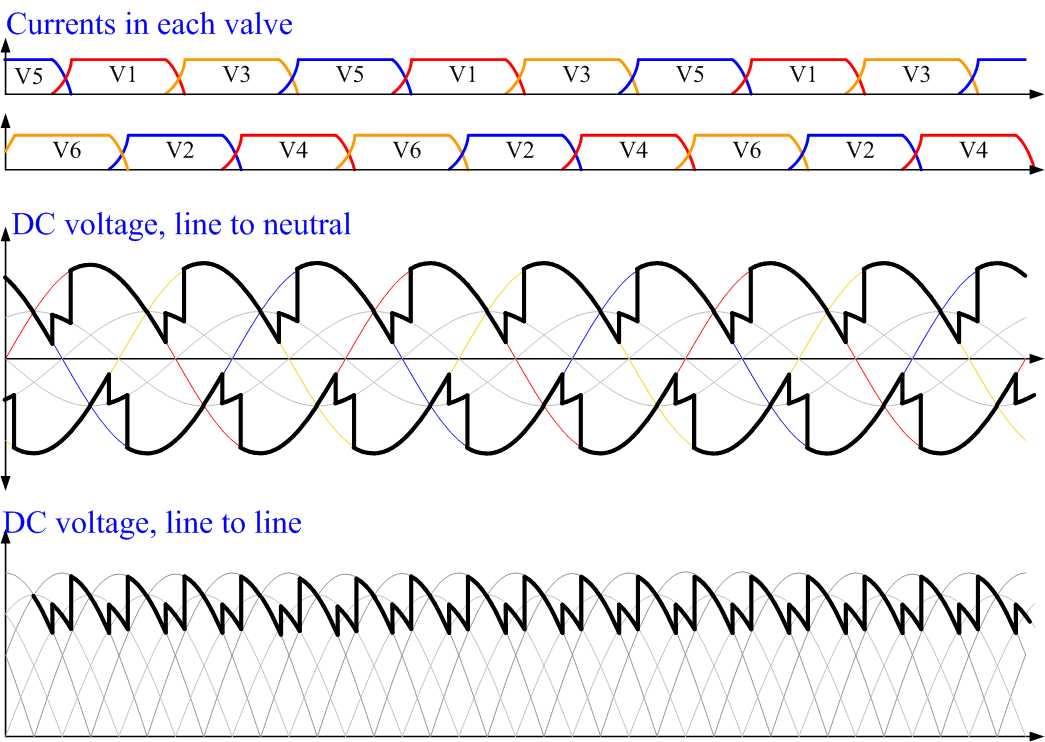
ولتاژ و جریان برای شکل موج پل شش پالسی در alpha=۲۰°

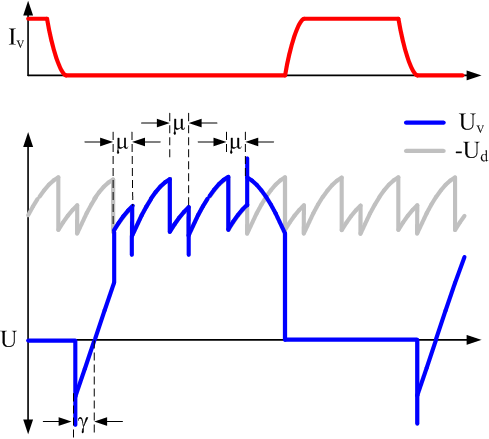
کلید ولتاژ و جریان برای عملیات معکوس سازی با γ=۲۰° و μ=۲۰°

|  |  |

{\displaystyle \gamma =180-\alpha -\mu }

## پل دوازده پالسی
|  |  |